# Мартунинский район (НКАО)
Мартунинский райо́н (азерб. Martuni rayonu, арм. Մարտունու շրջան) — административная единица в составе Нагорно-Карабахской автономной области Азербайджанской ССР.

## История
2 сентября 1991 на совместной сессии Нагорно-Карабахского областного и Шаумяновского районного Советов народных депутатов Азербайджанской ССР в границах Нагорно-Карабахской автономной области (НКАО) Азербайджанской ССР и прилегающего Шаумяновского района Азербайджанской ССР была провозглашена Нагорно-Карабахская Республика.
По завершении Первой карабахской войны непризнанная НКР контролировала бо́льшую часть территории бывшего Мартунинского района НКАО, преобразованного в Мартунинский район НКР. В состав Мартунинского района НКР были также включены небольшие части Агдамского и Физулинского районов Азербайджана, занятые армянскими вооружёнными силами в ходе Карабахской войны, и контролировавшиеся ими вплоть до Второй карабахской войны. По административно-территориальному делению Азербайджана, Мартунинский район был переименован в Ходжавендский, и в его состав была включена территория упразднённого Гадрутского района. По окончании Карабахской войны, восточная часть бывшего Мартунинского района НКАО находилась под контролем Азербайджана, а контроль над частью территории на юге бывшего района был восстановлен в ходе войны, прошедшей осенью 2020 года.

## Население
| Год  | Армяне | %    | Азербайджанцы | %    | Русские | %   | Всего  |
| ---- | ------ | ---- | ------------- | ---- | ------- | --- | ------ |
| 1926 | 28 190 | 97,7 | 650           | 2,3  | 9       | 0,1 | 28 858 |
| 1939 | 30 235 | 93,6 | 1 501         | 4,6  | 457     | 1,4 | 32 298 |
| 1959 | 21 695 | 87,3 | 2 958         | 11,9 | 134     | 0,5 | 24 841 |
| 1970 | 22 372 | 85,5 | 3 664         | 14,0 | 53      | 0,2 | 26 178 |
| 1979 | 21 986 | 79,3 | 5 486         | 19,8 | 155     | 0,6 | 27 742 |